# The Knight’s Tale

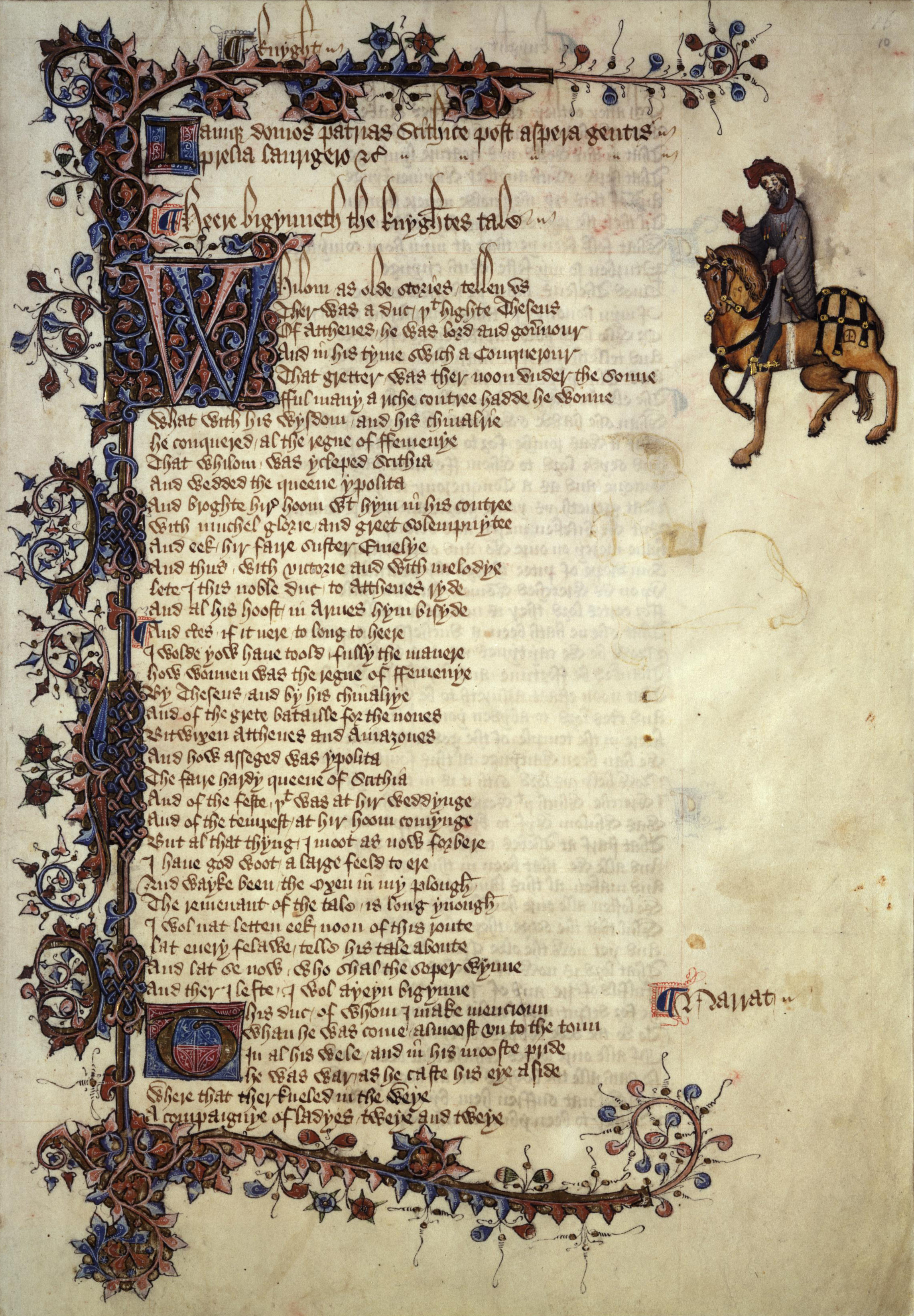
Die erste Seite der Knight’s Tale im Ellesmere-Manuskript

The Knight’s Tale ist die erste Erzählung in Geoffrey Chaucers The Canterbury Tales. Das Versepos handelt von Ritterschaft, Minne und ethischen Konflikten.

## Synopse
Nach einer Schlacht gegen Kreon, den König von Theben, werden die Vettern Arcite und Palamon von Theseus, dem Herrscher von Athen, gefangen genommen. Von ihrer Zelle im Turm von Theseus’ Schloss aus können die beiden den Palastgarten überblicken. Dort sieht Palamon eines Morgens die schöne Emelye. Er verliebt sich in sie, beklagt seine Situation; davon erwacht Arcite, der Emelye ebenfalls erblickt und sich in sie verliebt.
Aus Eifersucht beginnen beide, sich zu hassen. Nach einigen Jahren wird Arcite nach Fürsprache des Pirithoos aus dem Gefängnis entlassen. Er kehrt verkleidet nach Athen zurück und wird Diener im Hause von Emelye. Palamon entkommt aus dem Gefängnis, indem er den Wärter vergiftet. Aus einem Versteck hört er Arcite zu, der von Liebe singt. Die beiden beginnen ein Duell, das von der Ankunft des Theseus unterbrochen wird. Dieser verurteilt sie dazu, jeweils einhundert Gefolgsleute zu finden, die in einem Wettstreit antreten sollen. Der Sieger wird die Hand von Emelye erhalten. Als das Turnier beginnt, betet Palamon zu Venus, Emelye als Frau zu bekommen. Emelye betet zu Diana, dass sie unverheiratet bleibe oder dass nur der sie als Mann gewinnen solle, der sie aufrichtig liebe. Arcite betet zu Mars um den Turniersieg.
Theseus bestimmt, dass jeder Streiter, der ernsthaft verletzt wird, ausscheiden muss, damit niemand zu Tode kommt. Palamon und Arcite kämpfen tapfer, aber Palamon wird verwundet und vom Pferd gerissen. Theseus beendet den Kampf und Arcite gewinnt. Aber Saturn greift ein und stürzt Arcite von seinem Pferd. Sterbend bittet er Emelye, Palamon zu heiraten.